# Aciliu, Sibiu
Aciliu (în maghiară Ecsellő, vechi prenume masculin unguresc, în germană Tetscheln), este o localitate componentă a orașului Săliște din județul Sibiu, Transilvania, România. Se află în partea de vest a județului,  în Depresiunea Săliște. Anul primei atestări scrise este 1330 sub forma de Thychellew.
În apropierea acestui sat se află viaductul Aciliu, cel mai înalt viaduct din România, lung de 1.100 metri, cu o înalțime maximă de 80 de metri.

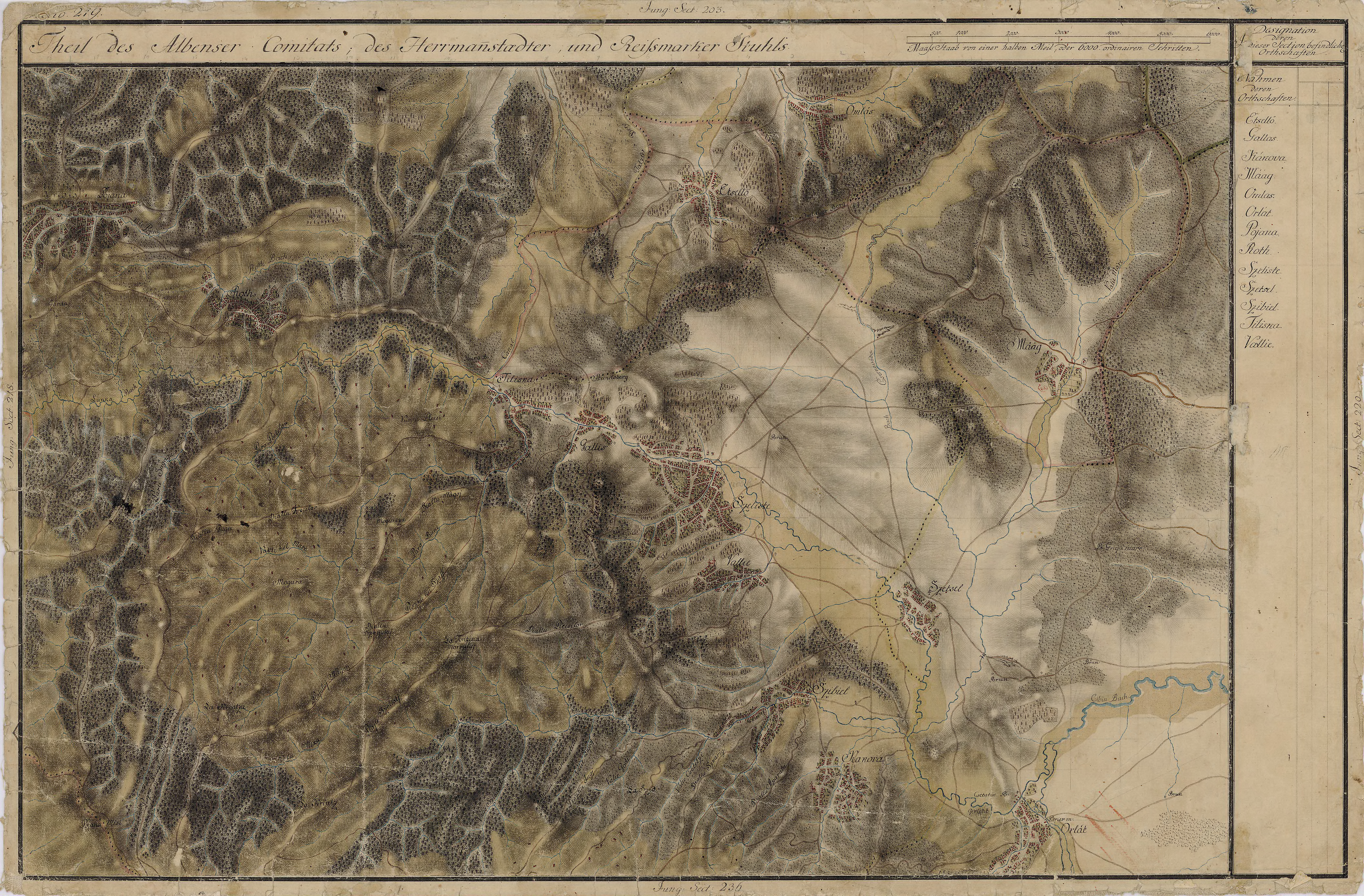
Aciliu în Harta Iosefină a Transilvaniei, 1769-1773

## Personalități
- Nicolae Ivan (1855-1936), primul episcop ortodox al Episcopiei Vadului, Feleacului și Clujului (din 1921)

## Imagini

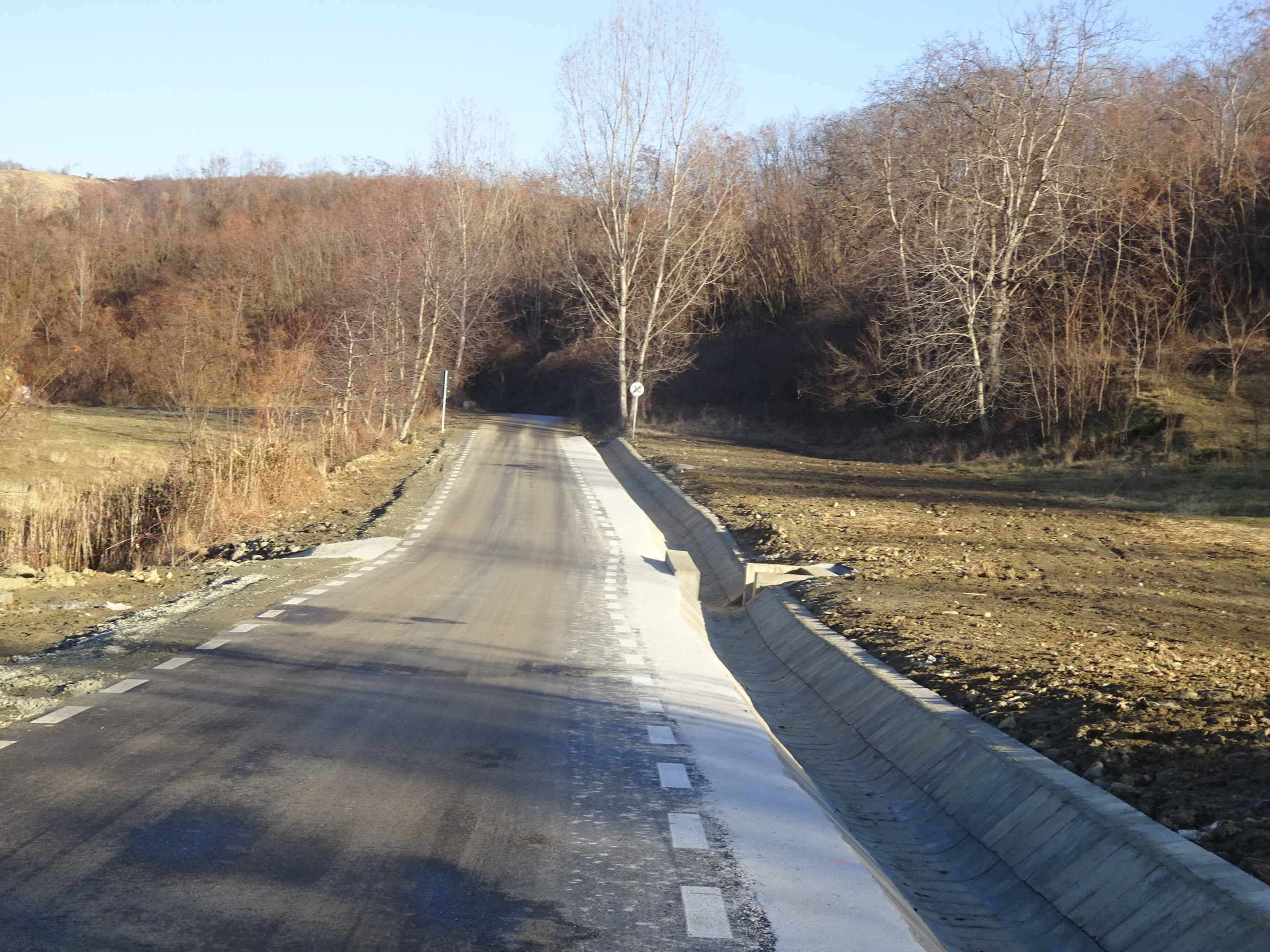
Drumul spre Aciliu
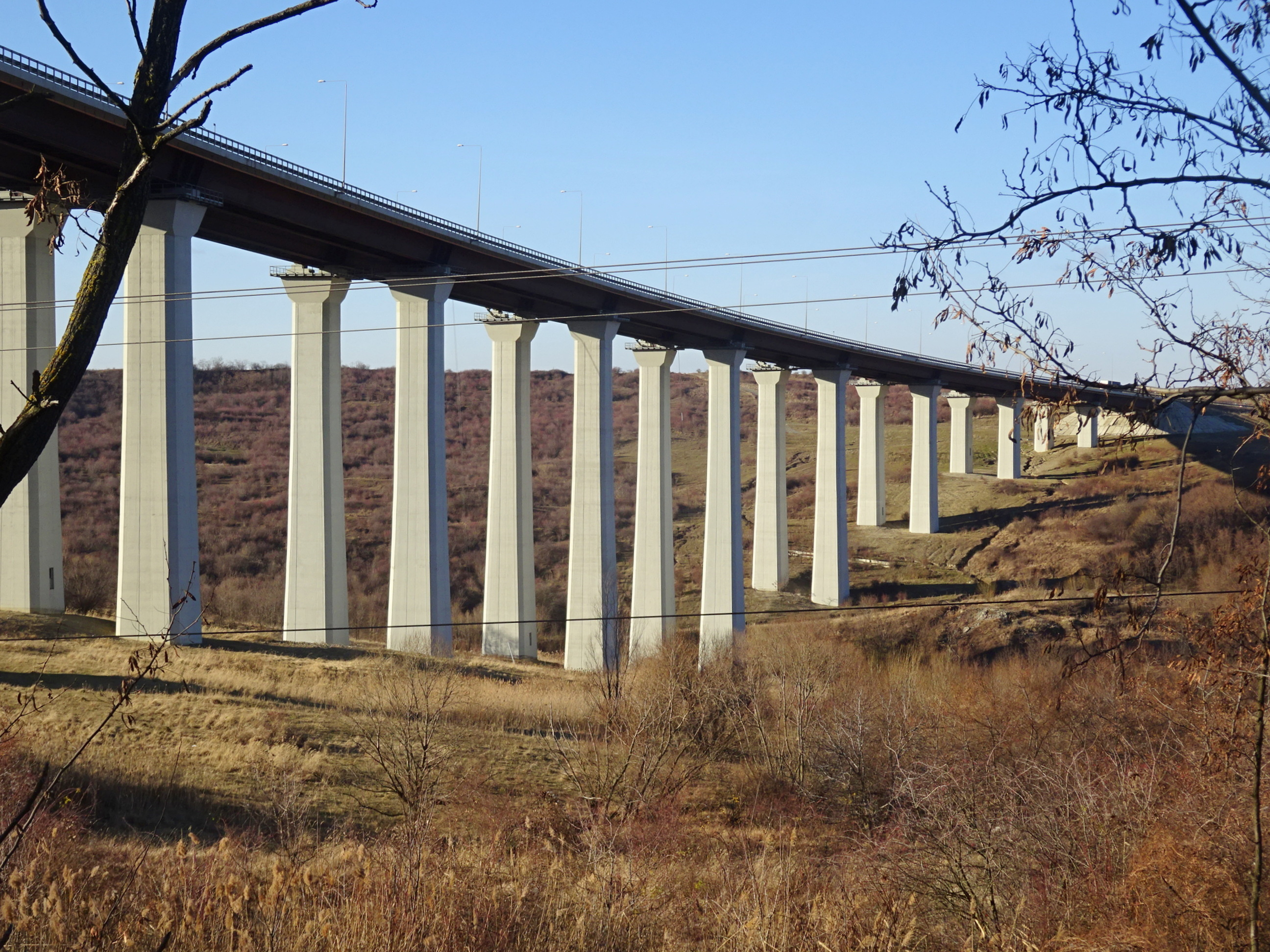
Viaductul Aciliu
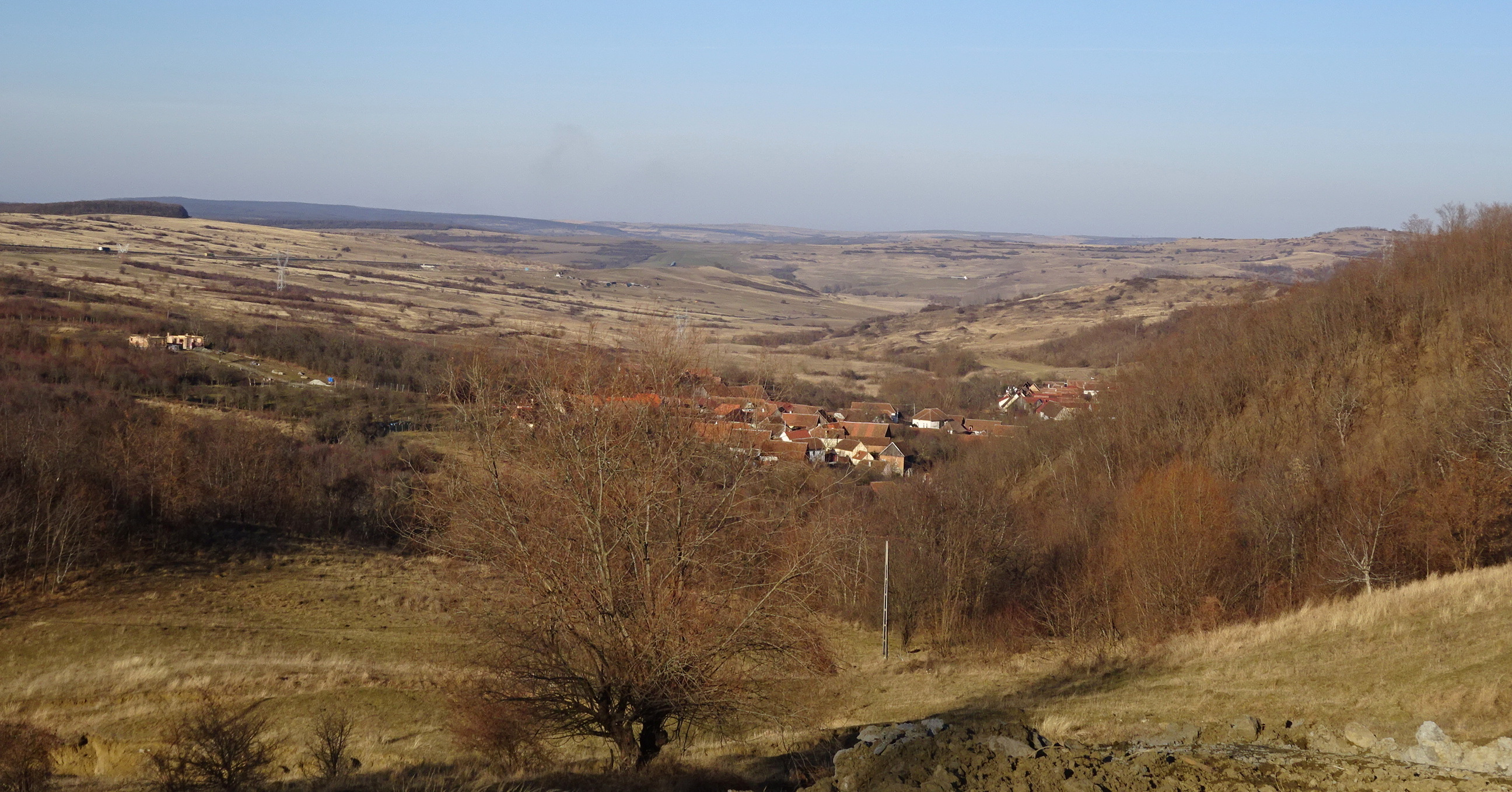
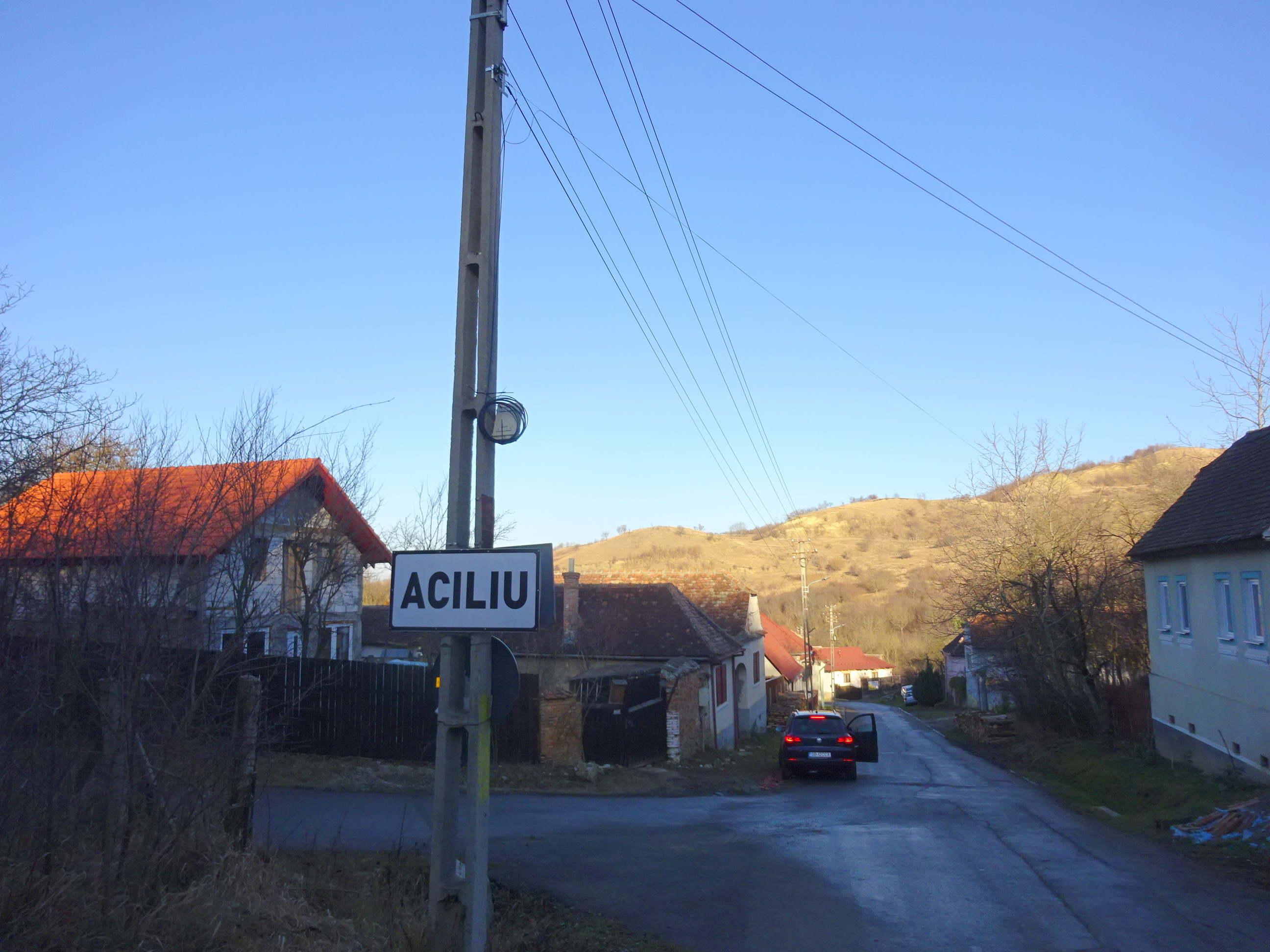
Intrarea în localitate
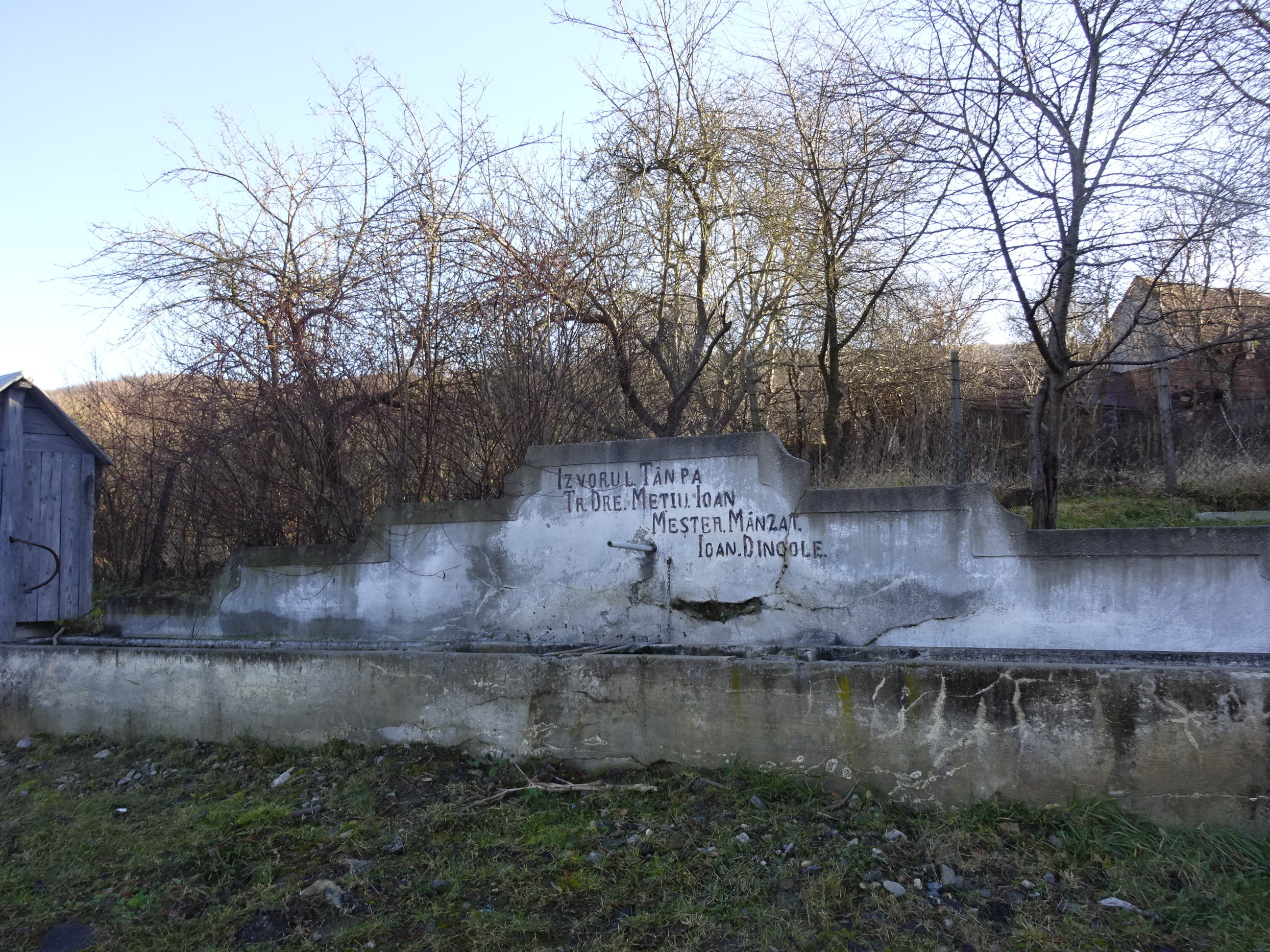
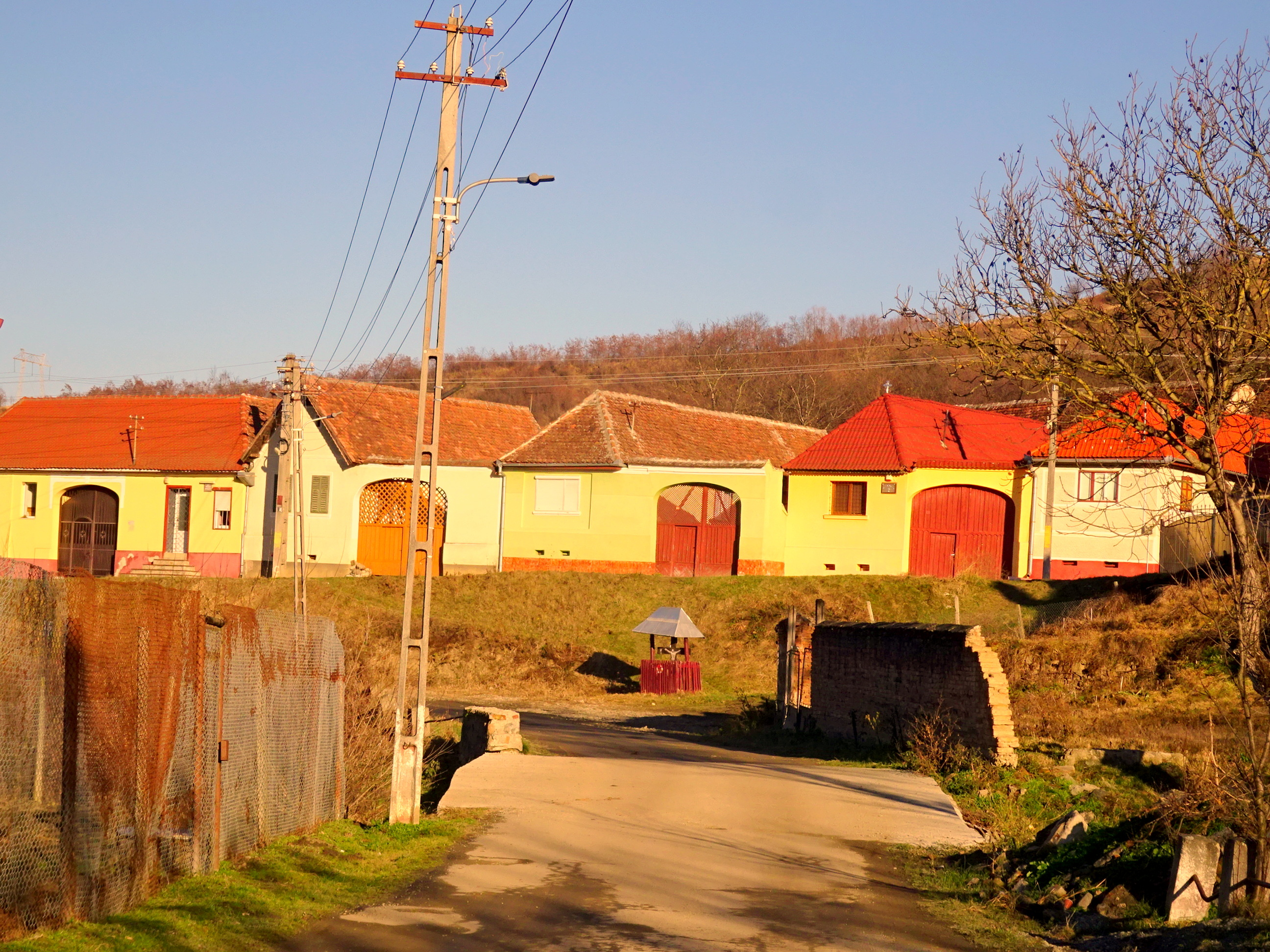
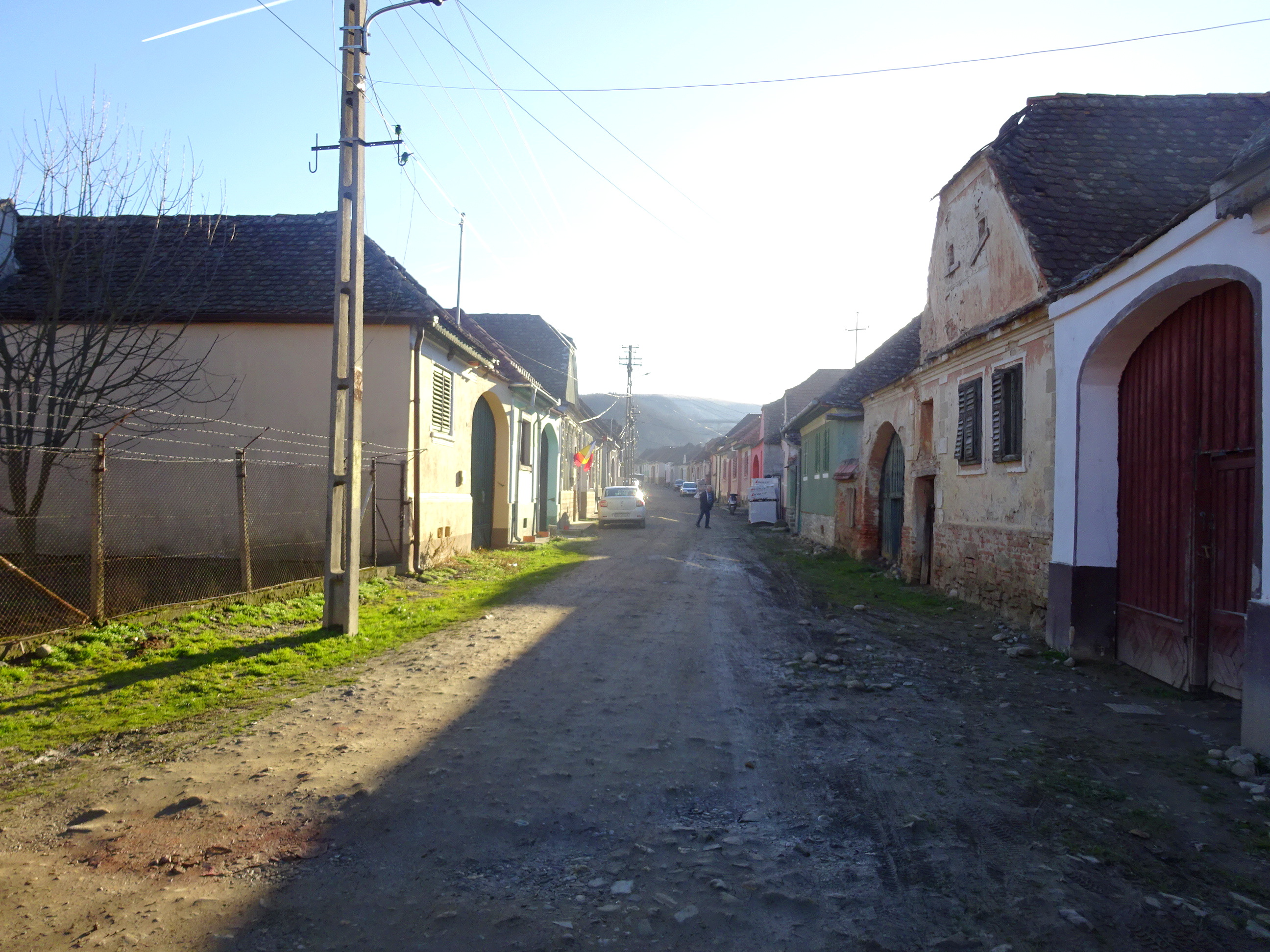
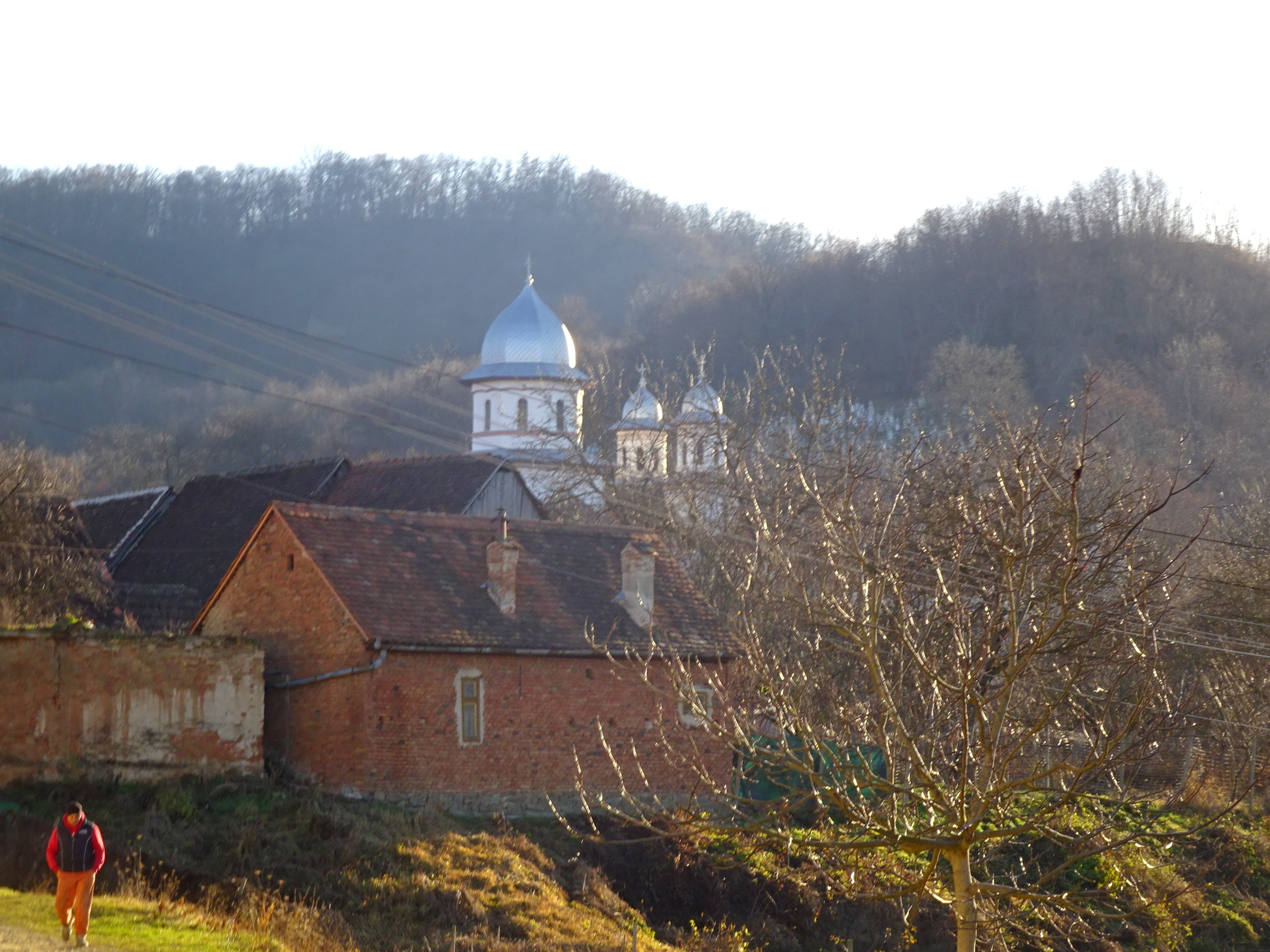
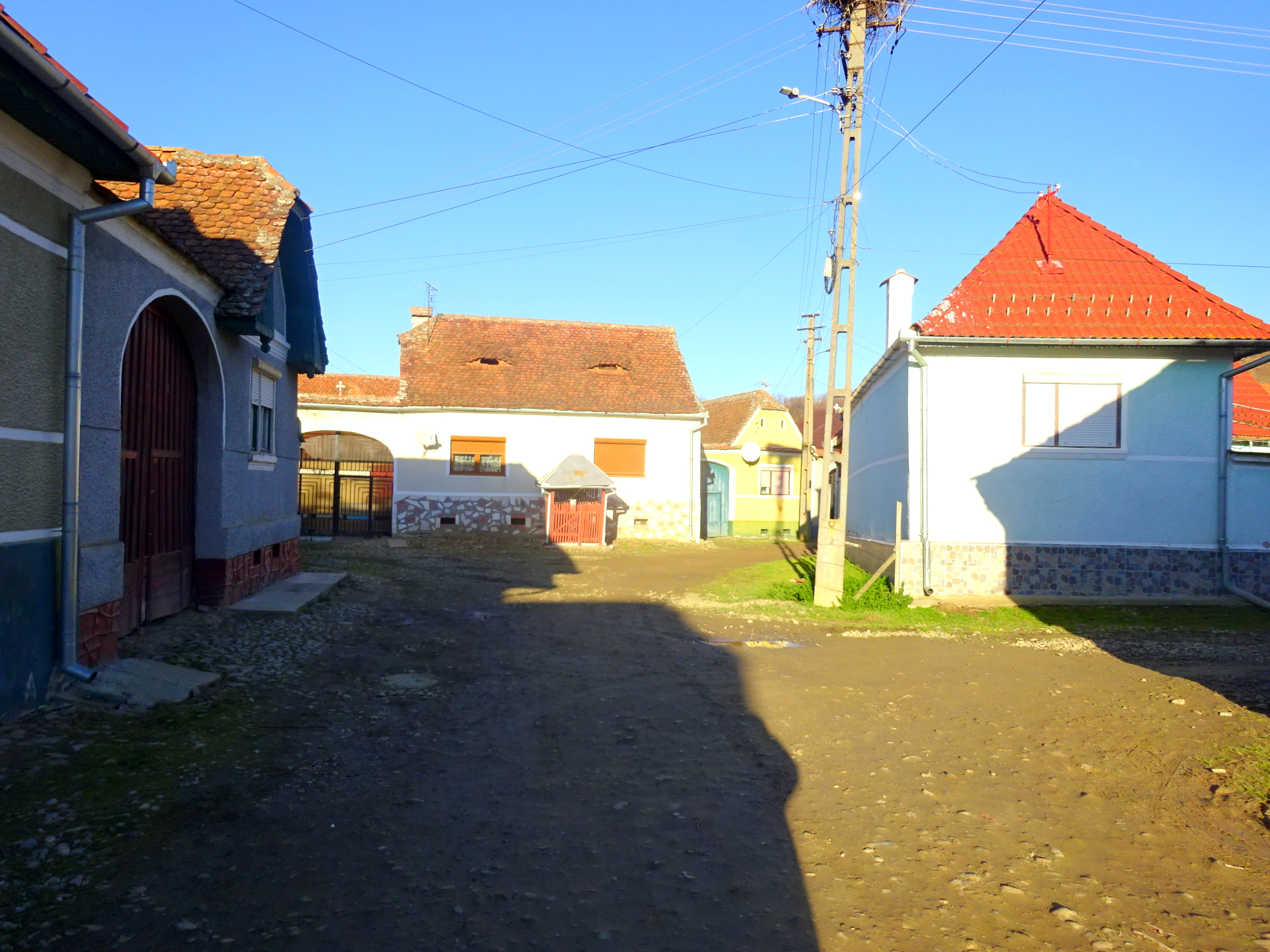
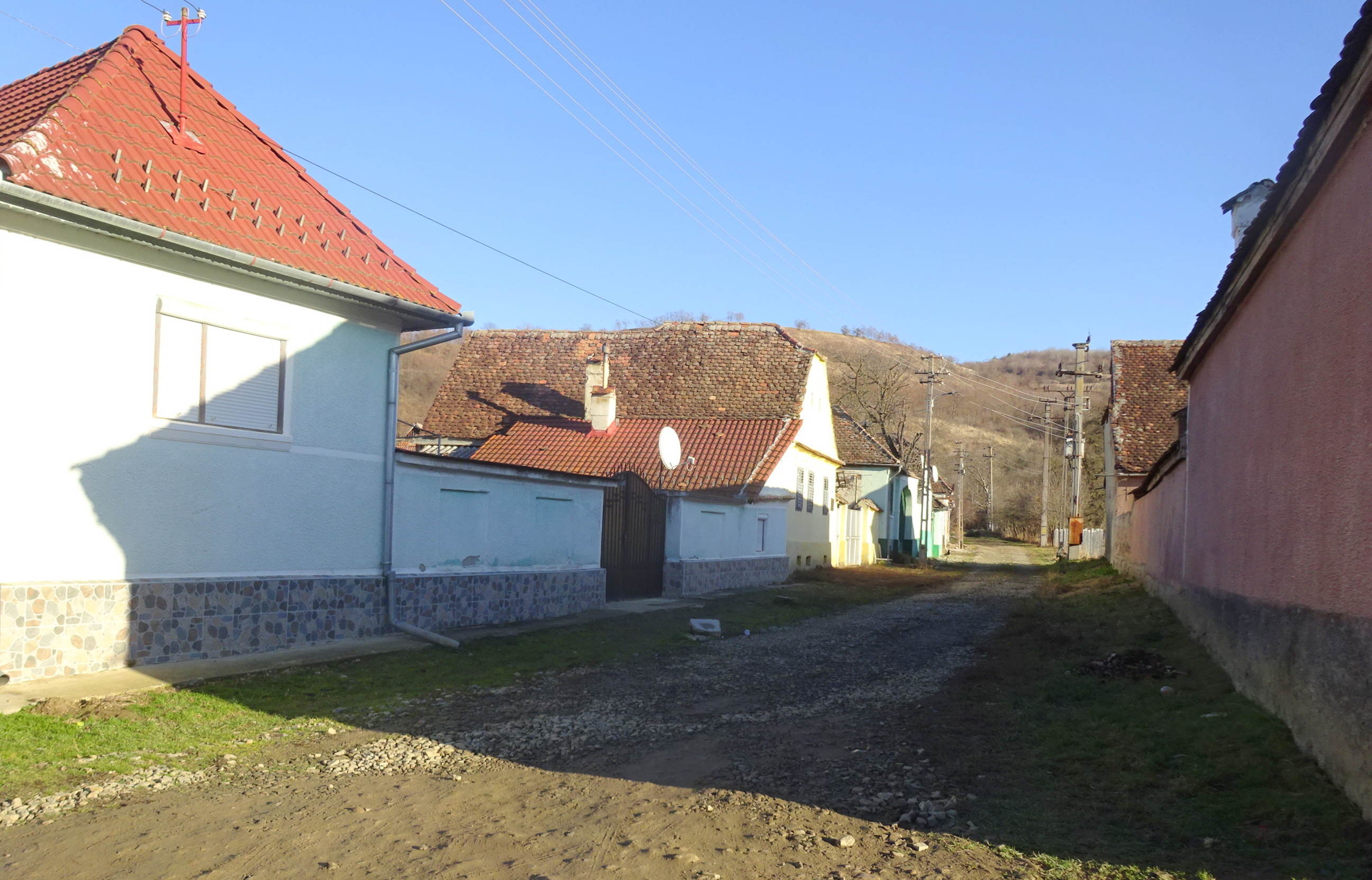
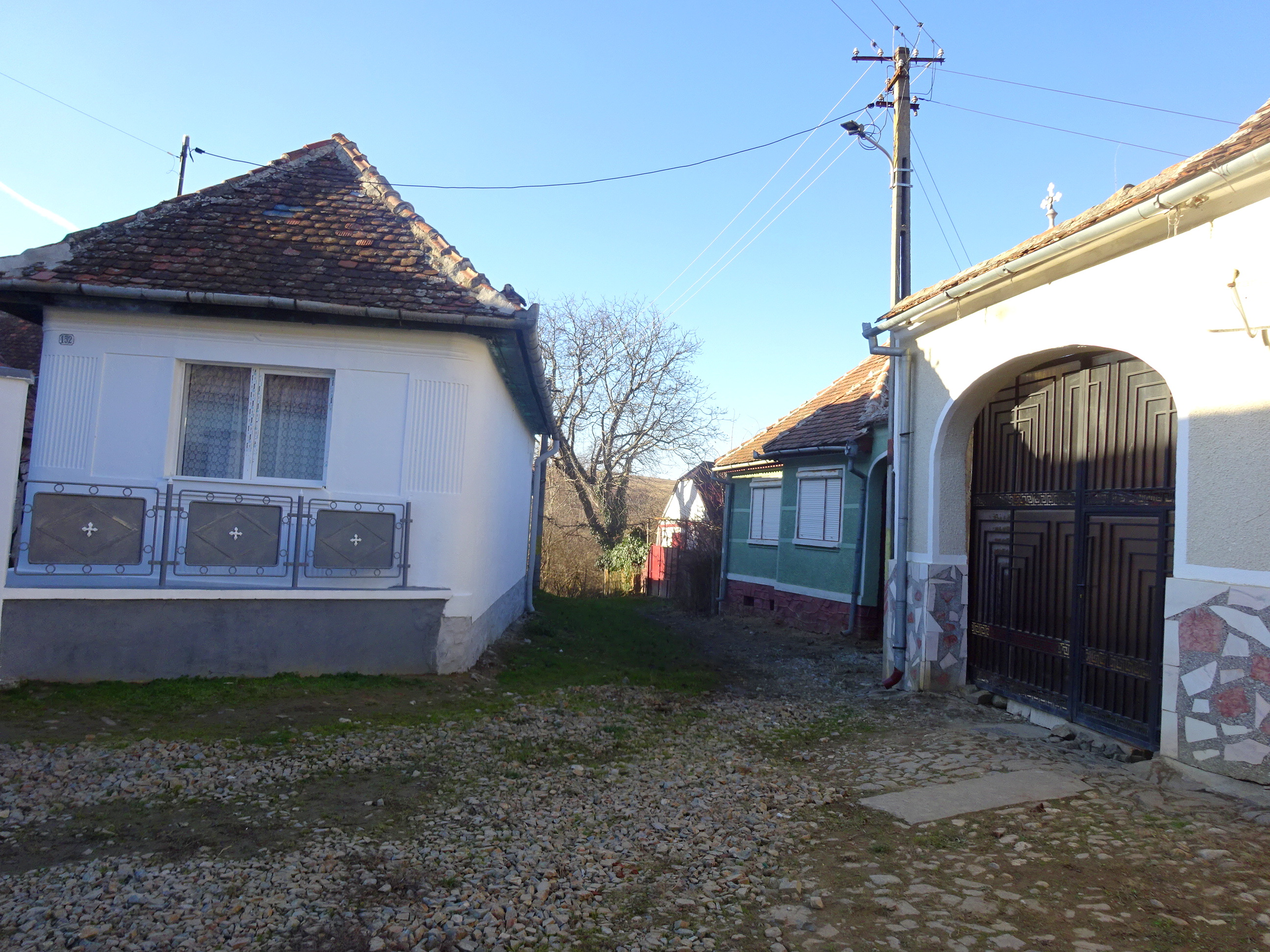
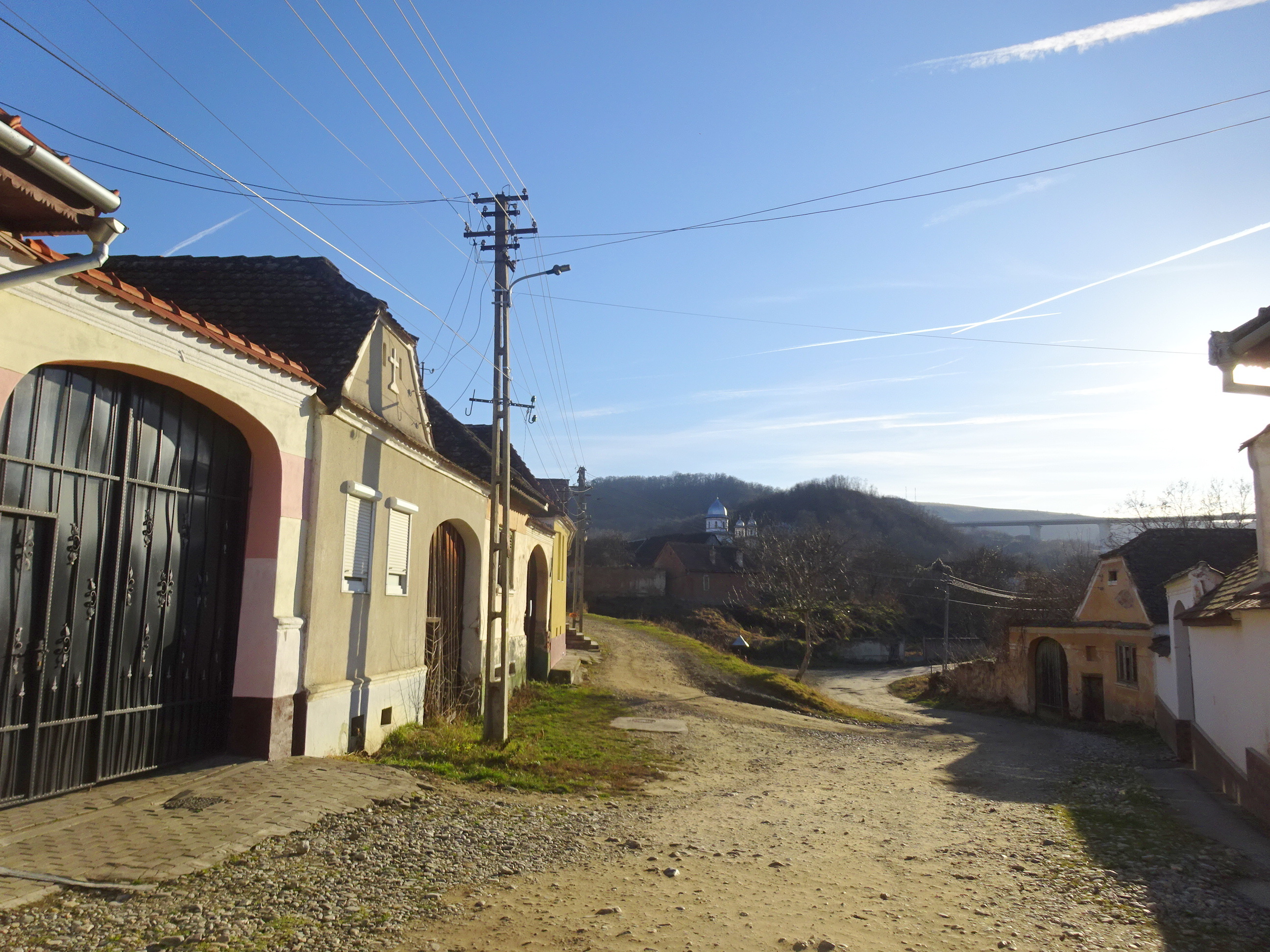
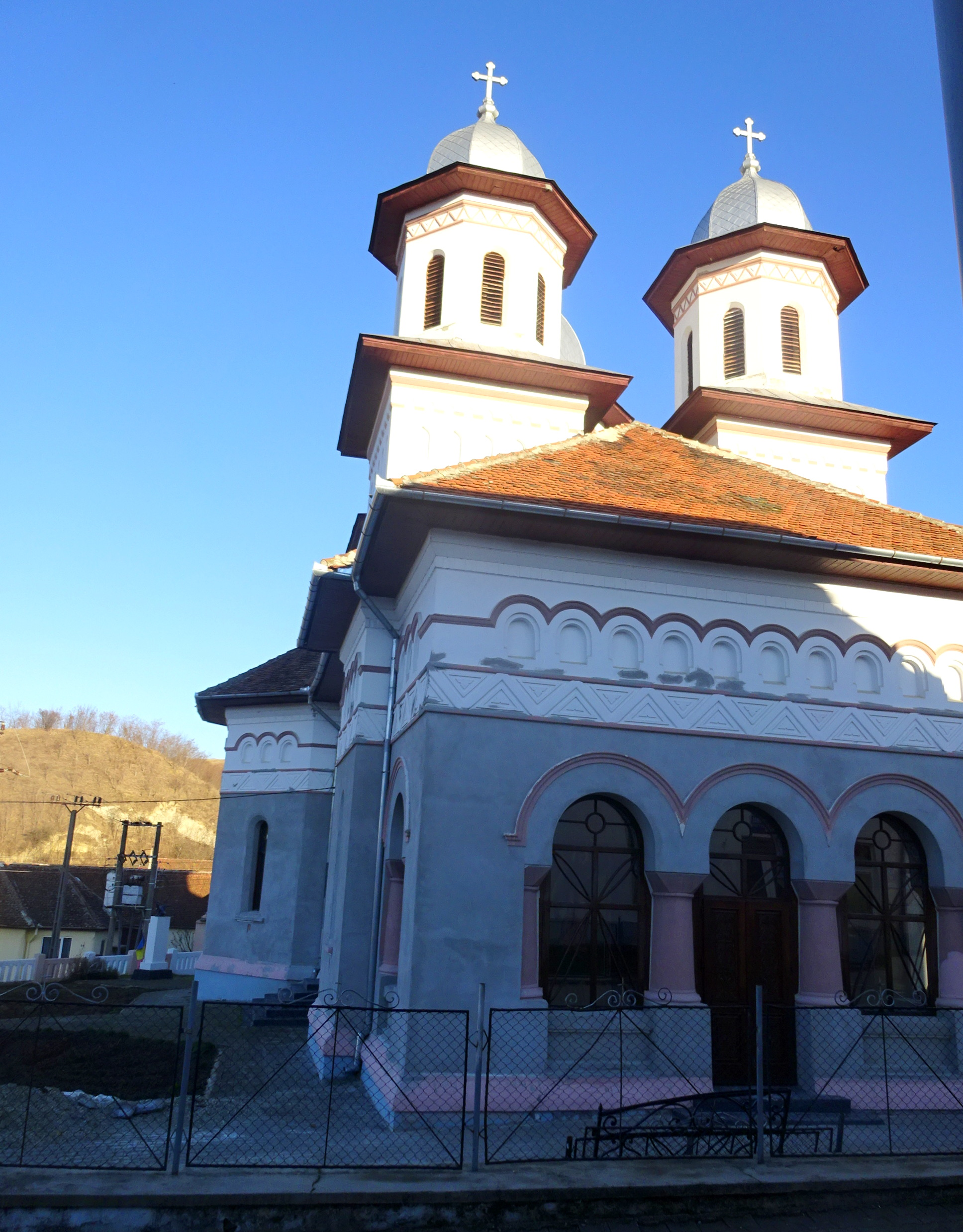
Biserica Sfinții Arhangheli Mihail și Gavriil
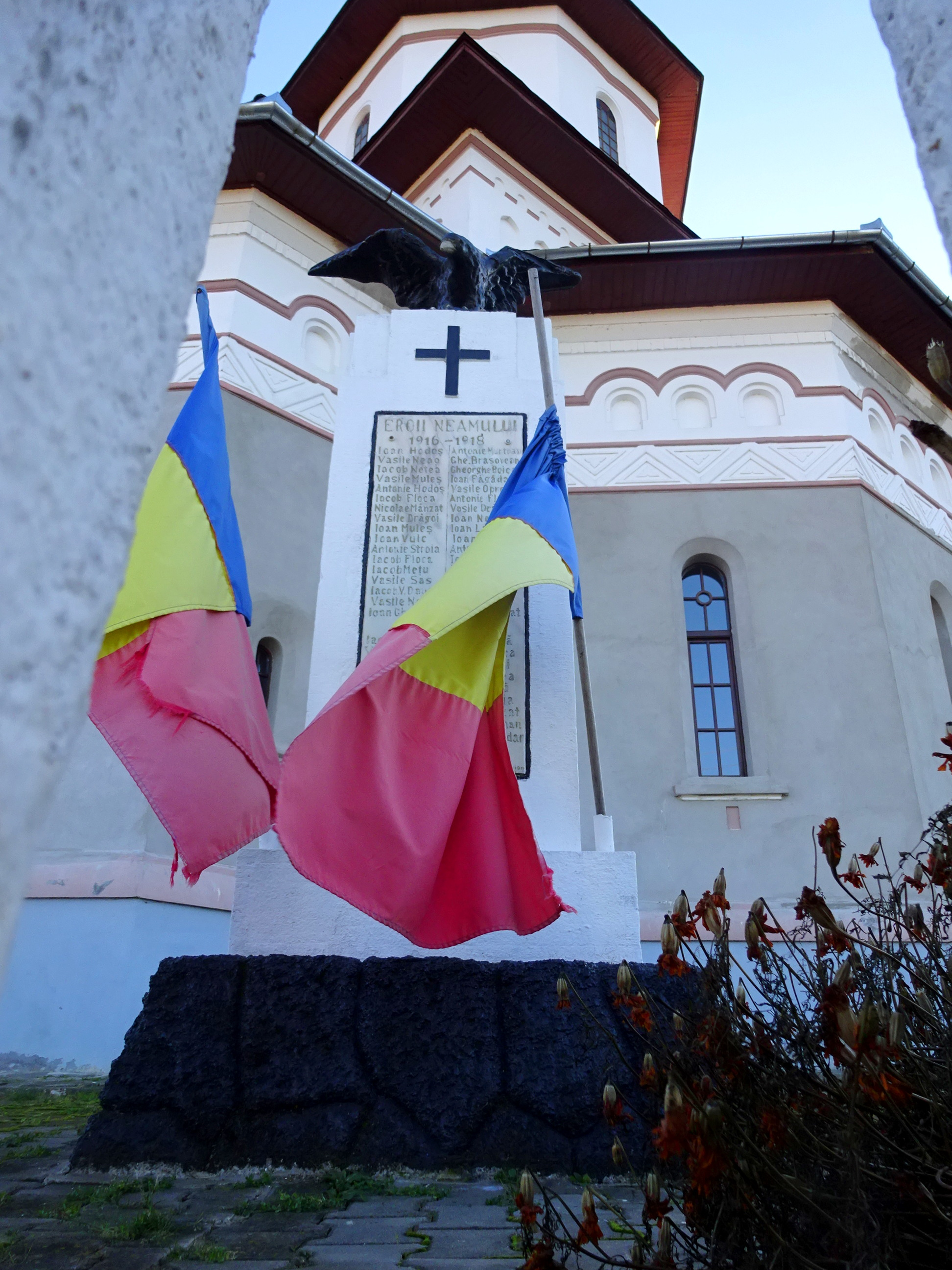
Monumentul Eroilor
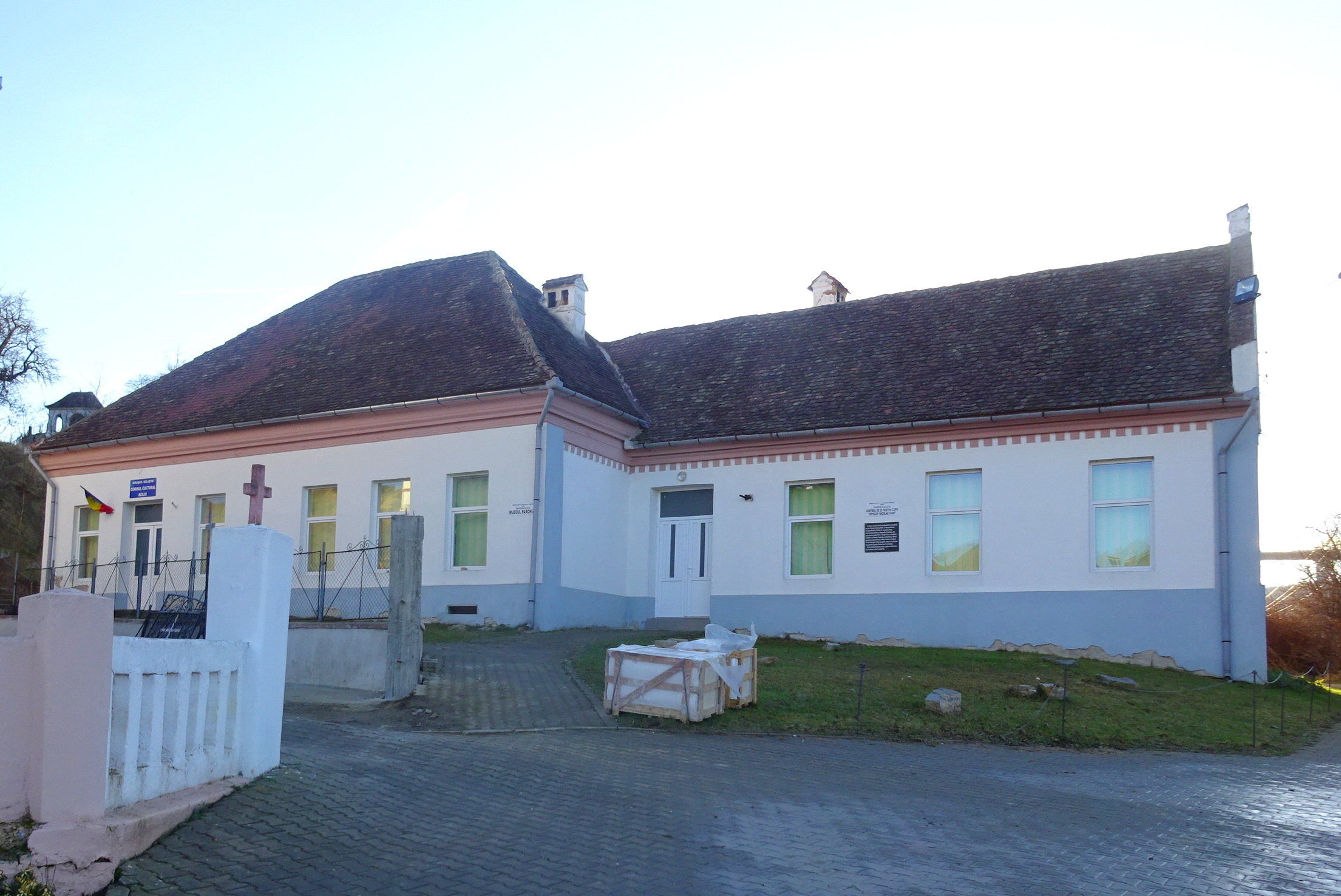
Căminul cultural